# Personeelsvereniging
Een personeelsvereniging (vaak afgekort tot PV, ook in het spraakgebruik) is een vereniging waarvan alleen het personeel van een bedrijf lid kan worden. Bij enkele verenigingen kunnen gepensioneerden lid blijven.
De vereniging is vooral bedoeld om de saamhorigheid binnen het bedrijf te bevorderen. Zij organiseert daarom uitstapjes en feesten, brengt een bloemetje bij langdurig zieken, besteedt aandacht aan jubilea enz.
Over het algemeen is de contributie laag, omdat de werkgever vaak meebetaalt, dus als het ware een subsidie verleent. Het lidmaatschap is niet verplicht, maar over het algemeen is het percentage leden hoog (hoewel vaak omgekeerd evenredig met de grootte van personeelsbestand).
Als vereniging is men verplicht ieder jaar een jaarvergadering te houden. Hier wordt verantwoording afgelegd aan de leden. Ook worden de financiën doorgelicht.

## Personeelsbeleid
De personeelsvereniging ziet niet toe op het personeelsbeleid, dat is de ondernemingsraad.